# 2018年北印度洋氣旋季
2018年北印度洋氣旋季泛指在2018年全年內的任何時間，於北印度洋水域所產生的熱帶氣旋。雖然有關方面並沒有設下本颱風季的指定期限，但大部份北印度洋的熱帶氣旋通常都會於四月至十二月期間形成。
本條目的範圍僅侷限於北印度洋水域。在北印度洋產生的氣旋風暴是由隶属于印度地球科学部的印度氣象局新德里氣旋中心命名，而在該地區的熱帶低氣壓的編號都以 A/B 字母作結。
在香港天文台的天氣圖上也包括東北印度洋地區，若有熱帶氣旋形成，則採用世界氣象組織級別法，最高強度都稱之為「超強颱風」，所有風暴都是無命名的。
（以下各氣旋風暴資訊以氣旋風暴存在期間的最強形態為名稱。）

## 已被國際命名的熱帶氣旋
自2018年北印度洋氣旋季開始以來，本氣旋季總共產生了以下熱帶氣旋。

### 氣旋風暴塞格尔（Sagar）
5月16日，印度氣象局把位於阿拉伯海的熱帶擾動升格為低氣壓，並給予編號ARB02。隔天，聯合颱風警報中心率先將其升格為熱帶風暴，給予熱帶氣旋編號01A。不久後，印度氣象局將其升格為氣旋風暴，並命名塞格尔(Sagar)。
5月19日晚間7時，塞格尔登陸索馬利亞。20日凌晨，印度氣象局將其降格為強低氣壓。21日，完全消散。
聯合颱風警報中心在2019年10月發表的最佳路徑中，將其巔峰上調至65節(每小時120公里)。

### 極強氣旋風暴梅库纳（Mekunu）
5月18日，一個低壓在阿拉伯海形成，美軍海洋研究室給予擾動編號92A。19日凌晨2時，聯合颱風警報中心給予發展評級「低」。21日中午12時，聯合颱風警報中心將評級升為「中」。同日晚間9時，聯合颱風警報中心將評級升為「高」，並發布熱帶氣旋形成警報。22日凌晨0時，印度氣象局將其升格為低氣壓，並給予編號ARB03。上午9時，聯合颱風警報中心將其升為熱帶低氣壓，給予熱帶氣旋編號02A。下午4時，聯合颱風警報中心將其升為熱帶風暴。
5月23日凌晨0時，印度氣象局將其升格為氣旋風暴，並命名梅库纳(Mekunu)。下午2時，印度氣象局將其升格為強烈氣旋風暴。23日晚間8時，印度氣象局將其升格為特強氣旋風暴，聯合颱風警報中心將其升格為一級熱帶氣旋。25日，凌晨3時，聯合颱風警報中心將其升格為二級熱帶氣旋，下午2時，印度氣象局將其升格為極強氣旋風暴，晚間9時，聯合颱風警報中心將其升格為三級熱帶氣旋，成為2015年後首個達到此強度的北印度洋熱帶氣旋。26日上午6時，梅库纳以近巔峰強度登陸阿曼，隨後，聯合颱風警報中心和印度氣象局將其降格為二級熱帶氣旋和特強氣旋風暴，晚間9時，印度氣象局直接將其降格為氣旋風暴，聯合颱風警報中心將其降格為熱帶風暴，隔天下午2時，印度氣象局將其降格為強低氣壓，聯合颱風警報中心將其降格為熱帶低氣壓，不久後，印度氣象局將其降格為低氣壓。而梅庫努的殘餘直到28日下午才完全消散。

### 特強氣旋風暴卢班（Luban）
聯合颱風警報中心在2019年10月發表的最佳路徑中，將其巔峰上調至85節(每小時155公里)。

### 特強氣旋風暴蒂特利（Titli）
聯合颱風警報中心在2019年10月發表的最佳路徑中，將其巔峰上調至105節(每小時195公里)。

### 強烈氣旋風暴佩太（Phethai）
12月6日上午10時，一個低壓在孟加拉灣形成，美軍海洋研究室給予擾動編號94B。7日下午5時，聯合颱風警報中心給予發展評級「低」。12日凌晨2時，聯合颱風警報中心將評級升為「中」。13日上午10時，聯合颱風警報中心將評級升為「高」，並發布熱帶氣旋形成警報，晚間7時，印度氣象局將其升為低氣壓，給予編號BOB10。14日下午2時，印度氣象局將其升格為強低氣壓。15日下午2時，聯合颱風警報中心將其升格為熱帶風暴，並給予熱帶氣旋編號08B，晚間11時，印度氣象局將其升格為氣旋風暴，並命名佩太（Phethai），佩太的形成，使2018年北印度洋氣旋季成為自1992年來，北印度洋再次有7個獲命名系統誕生。
12月16日晚間8時，印度氣象局將其升格為強烈氣旋風暴。

## 未被國際命名的熱帶氣旋
除了被印度氣象部門命名的熱帶氣旋外，還有一些沒被命名的低氣壓和被聯合颱風警報中心認為是氣旋風暴的熱帶氣旋。以下列出那些熱帶氣旋的資料。

## 2018年風暴名單
北印度洋的熱帶氣旋自2004年起採用命名系統，命名工作由印度氣象局負責，名字是根據以下名單而定，不按年度劃分。風暴名字是由8個國家各自提交8個名稱，並以該國英文名稱按字母順序排列。之前使用過的與本年未用名稱以灰色表示，黑體字表示該年已經使用過，橙色表示下個氣旋名稱
| 提供國家 | 名稱    | 名稱     | 名稱    | 名稱    |
| 提供國家 | 第1組   | 第2組    | 第3組   | 第4組   |
| -------- | ------- | -------- | ------- | ------- |
| 孟加拉國 | Onil    | Ogni     | Nisha   | Giri    |
| 印度     | Agni    | Akash    | Bijli   | Jal     |
| 馬爾代夫 | Hibaru  | Gonu     | Aila    | Keila   |
| 緬甸     | Pyarr   | Yemyin   | Phyan   | Thane   |
| 阿曼     | Baaz    | Sidr     | Ward    | Murjan  |
| 巴基斯坦 | Fanoos  | Nargis   | Laila   | Nilam   |
| 斯里蘭卡 | Mala    | Rashmi   | Bandu   | Viyaru  |
| 泰國     | Mukda   | Khai Muk | Phet    | Phailin |
| 提供國家 | 名稱    | 名稱     | 名稱    | 名稱    |
| 提供國家 | 第5組   | 第6組    | 第7組   | 第8組   |
| 孟加拉國 | Helen   | Chapala  | Ockhi   | Fani    |
| 印度     | Lehar   | Megh     | Sagar   | Vayu    |
| 馬爾代夫 | Madi    | Roanu    | Mekunu  | Hikaa   |
| 緬甸     | Nanauk  | Kyant    | Daye    | Kyarr   |
| 阿曼     | Hudhud  | Nada     | Luban   | Maha    |
| 巴基斯坦 | Nilofar | Vardah   | Titli   | Bulbul  |
| 斯里蘭卡 | Ashobaa | Maarutha | Gaja    | Pawan   |
| 泰國     | Komen   | Mora     | Phethai | Amphan  |

## 氣旋季影響
以下圖表顯示了2018年北印度洋氣旋季的所有熱帶氣旋以及它們的登陸資料(如有)。在括號內的死亡人數屬於非直接，但仍與風暴有關的死亡。所有破壞及死亡數字都包括風暴在擾動及溫帶氣旋階段時的資料。
| 風暴名稱     | 持續日期           | 最高強度     | 持續風速           | 氣壓                  | 影響地區                               | 損失 （美元） | 死亡人數 | 來源              |
| ------------ | ------------------ | ------------ | ------------------ | --------------------- | -------------------------------------- | ------------- | -------- | ----------------- |
| ARB 01       | 3月13日－3月15日   | 低氣壓       | 45 km/h (30 mph)   | 1006 hPa (29.71 inHg) | 印度南部, 馬爾代夫                     | 無            | 無       |                   |
| 塞格尔       | 5月16日－5月20日   | 氣旋風暴     | 85 km/h (50 mph)   | 994 hPa (29.35 inHg)  | 也門、非洲之角                         | $3000萬       | 79       | [ 1 ] [ 2 ] [ 3 ] |
| 梅库纳       | 5月21日－5月27日   | 極強氣旋風暴 | 175 km/h (110 mph) | 960 hPa (28.35 inHg)  | 也門、阿曼、沙特阿拉伯                 | $4億          | 31       | [ 4 ]             |
| BOB 01       | 5月29日－5月30日   | 強低氣壓     | 55 km/h (35 mph)   | 990 hPa (29.23 inHg)  | 緬甸                                   | 無            | 5        | [ 5 ]             |
| BOB 02       | 6月10日－6月11日   | 低氣壓       | 45 km/h (30 mph)   | 989 hPa (29.20 inHg)  | 孟加拉                                 | 無            | 無       |                   |
| BOB 03       | 7月21日－7月23日   | 低氣壓       | 45 km/h (30 mph)   | 989 hPa (29.20 inHg)  | 印度東部、印度北部                     | 未知          | 69       |                   |
| BOB 04       | 8月7日－8月8日     | 低氣壓       | 45 km/h (30 mph)   | 992 hPa (29.29 inHg)  | 印度東部                               | 無            | 無       |                   |
| BOB 05       | 8月15日－8月17日   | 低氣壓       | 45 km/h (30 mph)   | 994 hPa (29.35 inHg)  | 印度東部、印度中部、印度西部           | 未知          | 無       |                   |
| BOB 06       | 9月6日－9月7日     | 強低氣壓     | 55 km/h (35 mph)   | 990 hPa (29.23 inHg)  | 印度東部                               | 未知          | 無       |                   |
| 達耶         | 9月19日－9月22日   | 氣旋風暴     | 65 km/h (40 mph)   | 992 hPa (29.29 inHg)  | 安得拉邦、印度東部、印度中部、印度北部 | 很小          | 無       |                   |
| 盧班         | 10月6日－10月15日  | 特強氣旋風暴 | 140 km/h (85 mph)  | 978 hPa (28.88 inHg)  | 也門、阿曼                             | $10億         | 14       |                   |
| 蒂特利       | 10月8日－10月12日  | 特強氣旋風暴 | 150 km/h (90 mph)  | 972 hPa (28.70 inHg)  | 安得拉邦、印度東部                     | $9.2億        | 85       | [ 6 ]             |
| 加扎         | 11月10日－11月19日 | 特強氣旋風暴 | 130 km/h (80 mph)  | 976 hPa (28.82 inHg)  | 安達曼群島、泰米爾納德邦、斯里蘭卡     | $7.75億       | 63       |                   |
| 佩太         | 12月13日－12月17日 | 強烈氣旋風暴 | 100 km/h (65 mph)  | 992 hPa (29.29 inHg)  | 印度東部、印度東北部                   | $3400萬       | 3        |                   |
| 季節總結     |                    |              |                    |                       |                                        |               |          |                   |
| 14個熱帶氣旋 | 3月13日–12月17日   |              | 175 km/h (110 mph) | 960 hPa (28.35 inHg)  |                                        | $31.6億       | 349      |                   |

## 外部連結
- 印度氣象局（页面存档备份，存于）
- 聯合颱風警報中心（页面存档备份，存于）
- 中國國家氣象中心（页面存档备份，存于）